# Карсак де Гирсон
Карсак де Гирсон (фр. Carsac-de-Gurson) насеље је и општина у југозападној Француској у региону Аквитанија, у департману Дордоња која припада префектури Бержерак.
По подацима из 2011. године у општини је живело 196 становника, а густина насељености је износила 28,36 становника/km². Општина се простире на површини од 6,91 km². Налази се на средњој надморској висини од 104 метара (максималној 116 m, а минималној 27 m).

## Демографија
| 1962. | 1968. | 1975. | 1982. | 1990. | 1999. | 2011. |
| ----- | ----- | ----- | ----- | ----- | ----- | ----- |
| 217   | 238   | 218   | 209   | 175   | 189   | 196   |

График промене броја становника у току последњих година